# Медаль «60 років Збройних Сил СРСР»
Меда́ль «60 ро́ків Збро́йних Сил СРСР» — ювілейна медаль, державна нагорода СРСР. Введена указом Президії Верховної Ради СРСР 28 січня 1978 року в ознаменування 60-ї річниці від створення Робітничо-Селянської Червоної Армії та флоту. Автор малюнку медалі — художник Л. Д. Пилипенко.

## Опис
Медаль «60 років Збройних Сил СРСР» має форму правильного круга діаметром 32 мм, виготовлена з латуні.
На лицьовому боці медалі розміщене зображення солдата Радянської армії з автоматом на тлі спрямованих угору ракет та військових літаків у польоті. Праворуч від фігури — морський горизонт із зображенням підводного човну, над яким розташовані дати «1918» та «1978».
На зворотному боці медалі — розташовані по колу написи «Шестьдесят лет» та «Вооруженных Сил СССР», розділені зірочками. У центрі — зображення п'ятикутної зірки, всередині якої зображено молот та плуг, накладене на схрещені гвинтівку та шашку. Усі зображення та написи — випуклі.
Медаль за допомогою вушка і кільця з'єднується з п'ятикутною колодочкою, обтягнутою шовковою муаровою стрічкою сірого кольору шириною 24 мм. По краях стрічки — подовжні червоні смужки шириною 5 мм, по центру — подовжня смужка золотавого кольору шириною 1 мм.

## Нагородження медаллю
Ювілейною медаллю «60 років Збройних Сил СРСР» нагороджувалися:
- особи офіцерського складу, а також старшини, мічмани та військовослужбовці понадстрокової служби, які станом на 23 лютого 1978 року знаходилися на дійсній військовій службі у Збройних силах СРСР, ВМФ СРСР, військах МВС, військах та органах КДБ;
- колишні червоногвардійці, військовослужбовці, що брали участь у бойових діях із захисту СРСР у лавах Збройних сил СРСР, партизани громадянської та німецько-радянської воєн;
- особи, звільнені з дійсної військової служби у запас або відставку, які прослужили у Радянській армії, ВМФ, військах МВС СРСР, військах та органах КДБ 20 або більше календарних років, або були нагороджені у період проходження дійсної військової служби орденами СРСР або медалями:

- «За відвагу»;
- Ушакова;
- «За бойові заслуги»;
- Нахімова;
- «За відзнаку в охороні державного кордону СРСР»;
- «За відзнаку у військовій службі»;

Медаль носиться на лівій стороні грудей, за наявності у нагородженого інших медалей СРСР розташовується після медалі «50 років Збройних Сил СРСР».
Станом на 1 січня 1995 року ювілейною медаллю «60 років Збройних Сил СРСР» було проведено приблизно 10 723 340 нагороджень.